# Кислый, Александр Евгеньевич
Александр Евгеньевич Кислый  (укр. Олександр Євгенович Кислий; род. 3 сентября 1954, Кицмань, Черновицкая область) — советский, украинский и российский историк, археолог, демограф и социолог. Доктор исторических наук, ведущий научный сотрудник и руководитель Керченской археологической экспедиции Института археологии Крыма РАН (ранее Крымского филиала Института археологии НАН Украины), профессор кафедры социальных и публичных коммуникаций Института социологии Национального педагогического университета им. М. Драгоманова (г. Киев), заведующий кафедрой музееведения Крымского университета культуры, искусств и туризма (г. Симферополь). Лауреат премии Совета Министров АР Крым в области науки (2000 г.), Медаль М.П. Драгоманова МПУ им. М.П. Драгоманова (2012), Почетный знак "За службу и верность: город-герой Керчь" (2024) и др. 

## Биография
Родился 3 сентября 1954 года в городе Кицмань Черновицкой области. В 1977 году окончил Харьковский государственный университет им. М. Горького (исторический факультет), в 1977—1985 годах — заведующий отделом охраны памятников и реставрации Керченского историко-археологического музея; ответственный за охрану и новостоечную экспертизу памятников трех регионов Крыма — г. Керчи, Ленинского и Советского районов. В 1985—1987 годах — аспирантура Института археологии АН УССР, в 1987—1989 годах — аспирантура Института экономики АН УССР. Окончил докторантуру Института экономики НАН Украины в 2000 году.
Кандидатская диссертация «Реконструкция демографической структуры населения степей Северного Причерноморья III—II тыс. до н. э.» (научный руководитель — к. э. н. С. И. Пирожков), докторская — «Исторические закономерности воспроизводства народонаселения». 1999 год — сертификат USAID по программам «Политика», «Стратегия демографического прогноза», «Политика планирования семьи», 2000 год — сертификат USAID по программам «Стратегия работы экономических мозговых центров». 1999—2002 — заведующий отделом Крымского филиала Украинского Национального института стратегических исследований; 2003 — чтение лекций по археологии Северного Причерноморья в Тюбингенском университете (Германия). С 1998 по 2024 г. — президент Ассоциации учёных Крыма «Культура и мир». Организатор и руководитель кафедры музейного дела, охраны памятников истории и культуры Крымского университета культуры искусств и туризма.

## Области научной специализации и концепции
В демографии Кислым А. Е. разработана условная статистическая модель т. н. первого «демографического перехода», связанного с эпохальными событиями перехода от присваивающего хозяйства к воспроизводящему. Ранее подобная модель была разработана лишь для второго «демографического перехода» периода промышленной революции и индустриализации. С использованием многочисленных историко-демографических, палеодемографических и этнографических материалов им доказано, что в период перехода к воспроизводящему хозяйству продолжительность жизни мужчин была выше женской. Такая историческая особенность воспроизведения населения того времени связана с падением средней продолжительности предстоящей жизни на начальных фазах названного перехода в большей части ойкумены, с потребностью увеличения численности мужского потомства в условиях кризиса присваивающей экономики. Показано, что «классический» патриархат имеет своё статистическое выражение и особенности в воспроизведении потомства. Значительная часть мужского потомства была дискриминирована как половозрастной класс, не могла иметь семьи, детей, не пользовалась благами, доступными другим. Определенным рудиментом такой дискриминации есть обязательные призывы на воинскую службу мужчин и т. п.
Соответственно, в социологии гендерных отношений неверным был постулат о жесткой биосоциальной детерминации более низкой продолжительности жизни мужчин. Более низкая продолжительность жизни мужчин есть факт социального гендерного неравенства, а не следствие поведенческой культуры мужчин. С 90-гг ученый отстаивает точку зрения о гендерном равенстве (социальном статусе полов) как историческом явлении, а не простом уравнении прав мужчин и женщин, что характерно для бытового феминизма.
По мнению Кислого А. Е. качество населения — показатель исторический, а не статистический (как то сравнение рождаемости и смертности даже с учетом других социальных характеристик). На основе исторического понимания качественных характеристик населения им разработана концепция исторических изменений качества населения и общая периодизация развития общества. Согласно этой концепции условными реперами начала смены исторических эпох есть не открытия новых технологий или прогресс социально-экономического развития, а кризисы трансформаций демоэкономики. Народонаселение, по мнению Кислого А. Е., есть субстанция диалектических социальных трансформаций, ибо народонаселение и создатель, и потребитель материальных благ, продуцент возможности и потребности развития, единства и борьбы противоположностей. Исторические количественно-качественные изменения в народонаселении с одной стороны продуцируют, а с другой нивелируют и разрешают эпохальные социальные кризисы.
В археологии его основным достижением стало обоснование возможности выделения Каменской археологической культуры Восточного Крыма (кон. III - нач. II тыс. до н. э.), как части широкого круга культур бабинского типа (культур многоваликовой керамики). Наряду с традиционным скотоводческо-земледельческим хозяйствованием степных культур Северного Причерноморья эпохи бронзы каменская культура, согласно выводам А. Е. Кислого, была культурой рыбаков и мореплавателей. Эпонимное поселение этой культуры — поселение Каменка, расположенное у древнейших Боспорских переправ, было перевалочным пунктом, стоянкой воинов и путешественников в районы Нижнего Дона, Кавказа и Ближнего Востока. На другом поселении каменской культуры Восточного Крыма — Глейки, на мысу над Керченским проливом открыт древнейший маяк-кострище.
В истории первобытного общества им показана принципиальная возможность получения прибавочного (избыточного) продукта на основе присваивающей экономики, а также наличие эксплуатируемых половозрастных классов, которые в дальнейшем положили основу патриархальной и имущественной классовой эксплуатации. Кислый А. Е. критикует упрощенное представление об «открытии» технологий производящего хозяйства, что, по его мнению, есть научный миф. Такие приемы-технологии были известны тысячелетиями, но в них не было потребности. Невозможно представить древние коллективы людей современного антропологического вида, которые регулярно занимались собирательством и/или охотой, но не «замечали» процессов прорастания зерна или воспроизводства животных. Прибавочный продукт в условиях присваивающей экономики не получали не потому, что не было такой возможности (а отсюда отрицание марксистской теорией первобытного общества системной эксплуатации в эту эпоху), а потому, что не было такой потребности. Таким образом, по мнению ученого, разрешалось «противоречие» подмеченное М. Салинзом (1972) об относительном благоденствии доземледельческих обществ и экономической исторической нелогичности перехода к суровому земледельческому труду. Этот переход был результатом не удивительных прогрессивных достижений, ведущих к классообразованию и дальнейшему прогрессу, а следствием кризиса присваивающей экономики, который усугублялся на первых этапах перехода, что вызывало падение продолжительности жизни населения.

## Работы
Автор более 200 публикаций, пяти книг и монографий.
Основные опубликованные труды:
- Схематическое представление системы демоэкономических перемен в процессе исторического развития // Демографические исследования. Вып.17. — Київ: Інститут економіки НАНУ, 1993.
- Палеодемография: теория и методика, проблемы и исследования. — Запорожье: ЗГУ, 1994 (в соавторстве: Каприцин И. И.)
- Проблеми гендерних досліджень в демографії та суміжних дисциплінах // Демографічні дослідження. Вип.22. — Київ: Інститут економіки НАНУ, 2000.
- Крымские репатрианты: депортация, возвращение и обустройство. — Симферополь: Амена, 1998 (в соавторстве: Габриелян О. А. и др.)
- Демографічний вимір історії. Київ: Арістей, 2005.
- Віра та духовність пророка. - Сімферополь: Доля, 2008.
- Население и памятники каменской культуры Восточного Крыма // Stratum plus. Культурная антропология. Археология. — № 2. — 2003—2004. — СПб, Кишинев, Одесса, Бухарест, 2005.
- Сучасний етап демоекономічного розвитку України та завдання демографічної політики // Формування ринкової економіки. Демографічний розвиток України та пріоритетні завдання демографічної політики. Т.2. — Київ, 2006.
- Типология и хронология антропоморфных стел Северного Причерноморья в контексте экономико-демографических исследований // Древности Боспора. — № 13. — М.: РАН, 2009.
- Матриархат // Енциклопедія історії України. Т.6. — Київ, Наук.думка, 2011.
- Патріархат // Енциклопедія історії України. Т.8. — Київ, Наук.думка, 2011.
- Економіко-демографічний та історико-соціологічний концепт сучасної методології історії // Таврійські студії (електронне фахове видання), Сімферополь: КУКМіТ. — № 2. — 2012..
- Система начал, трансформаций и завершения истории. Аннигиляция человека, истории, культуры. — Киев: Скиф, 2013.
- Валентина Дмитрівна Рибалова: вдячність та пам’ять залишаються (8.03.1911—11.12.1996) // Археологія. — 2017. — № 1. Эгалитарность и неравенство. Научные теории и племена эпохи бронзы Северного Причерноморья // История и археология Крыма. — Симферополь: ИАК РАН. — 2019. — № 10. .
- Общество 0.5 как воспоминание о будущем. От археологии до социологии будущего // Материалы международной научной конференции VII Садыковские чтения «Общество 5.0» - парадоксы цифрового будущего». – Казань: КФУ, 2019.
- Об одном из этапов появления социально-проблемных гендерных отношений: теория, бытовая практика первобытности, современность // История повседневности. - ЛГУ: 2019. - № 1 (9).
- Каменская культура Восточного Крыма: древность и современность. - Ростов на Дону: Медиаграф, 2022.
- Соляные столбы Александра Зиновьева // IХ Садыковские чтения. Материалы международной междисциплинарной научно-образовательной конференции. – Казань: Изд-во КФУ. –  2022.
- Тарас Шевченко про державність як феномен людської історії // Наукові записки Шевченківського національного заповідника. Вип. 1 (3). Канів: ЮНА, 2023.
- Территория древнего детства: палеодемографическое, этнографическое и археологическое измерение // Stratum Plus. Археология и культурная антропология. 2023. № 2.